# Szegedért Alapítvány
A Szegedért Alapítvány Szeged város egyik legjelentősebb mecénás alapítványa, mely évről évre a tudomány, a művészet és a közélet kiválóságait díjazza.

## Megalakulása
A gondolat, hogy Szeged gazdálkodó szervei a város szellemi élete iránt érzett felelősségüktől áthatva hozzanak létre egy nonprofit szervezetet, Debreczeni Páltól, a DOMET Ecsetgyár akkori igazgatójától származik.
Az alapító okiratot 1989. július 4-én írták alá az alapító vállalatok és intézmények.

### Alapító tagjai
- DOMET Ecsetgyár
- Gabonaforgalmi és Malomipari Vállalat
- Szegedi Szalámigyár és Húskombinát
- Finn–Magyar Barátság MgTsz.
- Magyar Kábelművek Szegedi Kábelgyára
- Szegedi Konzervgyár
- VIDIA Kereskedőház Részvénytársaság
- Szeged Megyei Városi Tanács

### Az alapítvány célja
Idézet az alapító okiratból: „Az alapítók … a jelen okirattal alapítványt rendelnek a város javára, azon indíttatástól vezérelve, hogy múlhatatlan emléket állítsanak a város nagyjainak, mindazoknak, akik munkásságukkal, kiemelkedő tetteikkel szolgálták a város dicsőbb létét, valamint abból a célból, hogy az alapítvány révén lehetőséget nyújtsanak azon tehetségek részére, akiknek ígéretes jövője alapot ad a várost szolgáló, jövőbe mutató elképzelések kibontakoztatására és megvalósítására.”

## Szervezeti felépítése

### Ügyvezető Kuratórium
A Szegedért Alapítvány ügyvezető kuratóriuma 15 főből áll:
- az alapítókat 4 fő képviseli
- a kuratóriumok elnökei (3 fő)
- az alapítvány titkára (Németh István)
- az alapítvány eszméje iránt elkötelezett cégek és magánszemélyek (8 fő)

### Kuratóriumok
A kuratóriumok hét tagúak.
- Tudományos Kuratórium (elnöke Dr. Vécsei László)
- Művészeti Kuratórium (elnöke Dr. Kerek Ferenc)
- Társadalmi és Állampolgári Kuratórium (elnöke Dr. Medgyesi Konstantin)

## Az alapítvány által adott díjak és támogatások
Az alapítványi díjak ünnepélyes átadására minden évben március 12-éhez, a szegedi nagy árvíz kitörésének, a város újjászületésének évfordulójához legközelebb eső szombaton, a Szegedi Nemzeti Színházban kerül sor.

### Díjak
- Fődíj
- Kuratóriumi díjak

### Pályázat útján elnyerhető támogatások
- ösztöndíj
- tartós finanszírozás
- céljellegű támogatás
- adományozás
- tanulmányutak finanszírozása

## Díjazottak

### Fődíjasok
- Szőkefalvi-Nagy Béla matematikus (1990)
- Gregor József operaénekes (1991)
- Ilia Mihály irodalomtörténész (1992)
- Varga Mátyás díszlettervező (1993)
- Straub F. Brunó biokémikus (1994)
- Péter László irodalomtörténész (1995)
- Trogmayer Ottó régész (1996)
- Tóth Béla író (1997)
- Venetianer Pál biokémikus (1998)
- Füzesi Kristóf gyermeksebész (1999)
- Bihari Vilmos Pick egykori vezérigazgatója (2000)
- Varró Vince gasztroenterológus (2001)
- Bodosi Mihály idegsebész (2002)
- Lékó Péter sakknagymester (2003)
- Molnár József mikrobiológus, rákkutató (2004)
- Czúcz Ottó jogász (2005)
- Bogáts Gábor szívsebész (2006)
- Csörgő Sándor matematikus (2007)
- Katona Márta gyermekgyógyász (2008)
- Simai Mihály költő (2009)
- Vajda Júlia operaénekes (2010)
- Bánki Horváth Béla senior úszó világbajnok (2011)
- Csirik János programtervező matematikus (2012)
- Csernay László orvosprofesszor (2013)
- Fekete Gizi színművésznő (2014)
- Szalay István matematikus (2015)
- Kondorosi Éva biokémikus, akadémikus (2016)
- Pál Tamás karmester (2017)
- Békési Imre nyelvész, egyetemi tanár (2018)[1]
- Homoki-Nagy Mária jogtörténész (2019)[2]
- Kovács Béla nyugalmazott középiskolai tanár (2020)
- Dékány Imre vegyész, akadémikus (2021)
- Karikó Katalin biokémikus (2022)
- Szeri István, a Csongrád-Csanádi Kereskedelmi és Iparkamara tiszteletbeli elnöke (2023)
- Varga Endre traumatológus, egyetemi tanár (2024)
- Apró Ferenc helytörténész (2025)

### Tudományos Kuratórium Szőkefalvi-Nagy Béla-díja
- Barabás Zoltán növénynemesítő (1990)
- Grasselly Gyula geokémikus (1991)
- Alföldi Lajos genetikus (1992)
- Simon Miklós bőrgyógyász (1993)
- Tandori Károly matematikus (1994)
- Telegdy Gyula kutatóorvos (1995)
- Kristó Gyula történész (1996)
- Ferenczy Lajos mikrobiológus (1997)
- Bor Zsolt fizikus (1998)
- Németh András urológus (1999)
- Mészáros Rezső geográfus (2000)
- Csetri Lajos irodalomtörténész (2001)
- Csákány Béla matematikus (2002)
- Dudits Dénes növénygenetikus (2003)
- Csillik Bertalan anatómus (2004)
- Gábor Miklós farmakológus (2005)
- H. Tóth Imre nyelvész (2006)
- Vécsei László neurológus (2007)
- Fülöp Ferenc vegyész (2008)
- Dobozy Attila bőrgyógyász (2009)
- Szabó Gábor lézerfizikus (2010)
- Vigh László biokémikus (2011)
- Bernáth Árpád germanista (2012)
- Penke Botond biokémikus, gyógyszerkutató (2013)
- Jancsó Gábor orvosi élettani kutató (2014)
- Ormos Pál biofizikus (2015)
- Balázs Mihály irodalomtörténész (2016)
- Krisztin Tibor matematikus (2017)
- Frank József növénynemesítő (2018)[1]
- Varró András farmakológus (2019)[2]
- Janka Zoltán pszichiáter, professor emeritus (2020)
- Totik Vilmos matematikus, akadémikus (2021)
- Kemény Lajos bőrgyógyász, akadémikus (2022)
- Lengyel Imre közgazdász, egyetemi tanár (2023)
- Tamás Gábor neurobiológus, akadémikus (2024)
- Nagy Ferenc biológus, akadémikus (2025)

### Művészeti Kuratórium Gregor József-díja
- T. Nagy Irén művésztanár (1990)
- Szecsődi Ferenc hegedűművész (1991)
- Kass János grafikusművész (1992)
- Mentes József színművész (1993)
- Nagy Albert néptáncművész (1994)
- Baka István költő (1995)
- Karikó Teréz operaénekes (1996)
- Berdál Valéria operaénekes (1997)
- Király Levente színművész (1998)
- Juronics Tamás balettművész (1999)
- Novák András festőművész (2000)
- Pataki Ferenc festőművész (2001)
- Novák István építész (2002)
- Polner Zoltán költő, újságíró, néprajzkutató (2003)
- Meszlényi László zenetanár (2004)
- Tóth Sándor szobrászművész (2005)
- Darvasi László író (2006)
- Gyüdi Sándor igazgató karnagy (2007)
- Gyimesi Kálmán operaénekes (2008)
- Aranyi Sándor festőművész (2009)
- Olasz Sándor irodalomtörténész, a Tiszatáj főszerkesztője (2010)
- Sin Katalin gordonkaművész (2011)
- Tóth Pál animációsfilm-rendező (2012)
- Fritz Mihály szobrász, éremművész (2013)]
- Kosztándi István hegedűművész (2014)
- Natalia Gorbunova hárfaművész (2015)
- Dusha Béla fotóművész (2016)
- Popovics Lőrinc szobrászművész (2017)
- Sejben Lajos képzőművész (2018)[1]
- Sándor János színházi rendező (2019)[2]
- Bubryák István filmkészítő, producer (2020)
- Rozgonyi Éva karnagy, zenepedagógus (2021)
- Temesi Mária operaénekes, énekmester, operanagykövet (2022)
- Rácz Tibor színművész (2023)
- Németh György grafikus, fotóművész (2024)
- Pataki András balettművész (2025)

### Társadalmi-Állampolgári Kuratórium Debreczeni Pál-díja
- Farkasinszky Terézia pszichiáter (1990)
- Gyulay Endre nyugalmazott megyés püspök (1991)
- Darvas Tamás építész (1992)
- Nikolényi Gábor tanár (1993)
- Liebmann Béla fotóművész (1994)
- Szőke Péter rendőrkapitány (1995)
- Molnár Amália gyermekorvos (1996)
- Keszthelyi Béla főgyógyszerész (1997)
- Ónody Sarolta pszichiáter (1998)
- Csizmazia György ornitológus (1999)
- Kovács László szülész-nőgyógyász (2000)
- Rátkai Sándor papucsosmester (2001)
- Csernus Sándor kultúrdiplomata, egyetemi docens (2002)
- Orbán Hedvig népművelő (2003)
- Vágás István vízépítő mérnök, hidrológus (2004)
- Vörös László irodalomtörténész (2005)
- Gősi Gábor állatorvos, a Szegedi Vadaspark igazgatója (2006)
- Molnár Gyula, a Molnár Dixieland vezetője, ornitológus (2007)
- Erdélyi Ágnes tanár (2008)
- Kothencz János, az ÁGOTA Alapítvány alapítója és elnöke (2009)
- Szirtesi Zoltán háziorvos, roma érdekvédő (2010)
- Kása Ferenc mesteredző (2011)
- Sófi József, a Sófi József a Szegedi Tehetségekért Alapítvány létrehozója (2012)
- Lednitzky András, a Szegedi Zsidó Hitközség elnöke (2013)
- Muszka Dániel, a szegedi Informatikai Történeti Múzeum megalapítója (2014)
- Tanács Istvánhttps://www.szegedertalapitvany.hu/hirek/szegedert-alapitvany-2024-gala-dijatadas/ újságíró (2015)
- Tajti Gabriella, a Szegedi Tudományegyetem Kulturális Irodájának vezetője (2016)
- Bátyai Edina kulturális menedzser (2017)
- Farkas András civil aktivista (2018)[1]
- Erdélyi Eszter középiskolai tanár (2019)[2]
- Hajdú Géza népművelő (2020)
- Martinkovics Katalin, a MASZK Egyesület alelnöke (2021)
- Szatmáry Károly csillagász, a Szegedi Csillagvizsgáló alapítója és vezetője (2022)
- Bartyik Katalin gyermekgyógyász, hematológus, onkológus (2023)
- Szűcsné Kolonics Erika népművelő (2024)
- Kállai Ákos drámapedagógus (2025)

## Fődíja, kuratóriumi díjai
- A fődíj Lapis András szobrászművész kisplasztikája. Bronzból készült, kalapos, estélyi ruhás hölgyfigura, a ruha aljából Szeged város jellegzetes épületei emelkednek ki. A hölgy félig felemelt karjain szalagot tart, a szalagba kerül bevésésre a díjazott neve. A díjjal járó pénzjutalomról az elnökség saját hatáskörében dönt.
- A kuratóriumi díj Lapis András szobrászművész alkotása. 60 mm átmérőjű, kör alakú ezüst plakett, egyik oldalán a fődíj hölgy figurája, másik oldalán Szeged város címere és a felirat: Szegedért Alapítvány Kuratóriumi Díja. A díjjal járó pénzjutalom összegében az elnökség saját hatáskörében dönt.

## A fődíját ábrázoló köztéri szobor
Hazánkban, de a világon is ritka, hogy egy civil szervezet díja köztéri szoborként is megjelenik.
A Szeged múzsája című egész alakos nő szobra Lapis András szobrászművész alkotása.
A szobor 2,5 méter magas, közel egytonnás bronzalkotás a hozzá kapcsolódó szökőkúttal együtt a város közkedvelt találkozóhelye lett.
A Glattfelder Gyula téren avatták fel 2006. március 12-én, a Szegedi Nagyárvíz évfordulóján.